# 172-й меридіан західної довготи
172-й меридіан західної довготи — лінія довготи, що лежить на 172 градуси західніше Гринвіцького меридіана. Вона проходить від Північного полюса через Північний Льодовитий океан, Азію, Тихий океан, Південний океан та Антарктиду до Південного полюса.
172-й меридіан західної довготи формує велике коло разом із 8-мим меридіаном східної довготи.

## Список географічних об'єктів, що перетинає 172° зх. д.
Починаючи на Північному полюсі та рухаючись до Південного полюса, 172-й меридіан західної довготи проходить через:
| Координати                                                   | Країна, територія або море | Примітки |
| ------------------------------------------------------------ | -------------------------- | --- |
| 90°0′ пн. ш. 172°0′ зх. д. / 90.000° пн. ш. 172.000° зх. д.  | Північний Льодовитий океан | |
| 71°49′ пн. ш. 172°0′ зх. д. / 71.817° пн. ш. 172.000° зх. д. | Чукотське море             | |
| 66°57′ пн. ш. 172°0′ зх. д. / 66.950° пн. ш. 172.000° зх. д. | Росія                      | Проходить через Чукотський півострів |
| 65°28′ пн. ш. 172°0′ зх. д. / 65.467° пн. ш. 172.000° зх. д. | Берингове море             | Проходить східніше острова Аракамчечен, Росія Проходить східніше миса миса Чапліна, Росія Проходить західніше острова Святого Лаврентія, Аляска, США Проходить східніше острова Святого Матвія, Аляска, США Проходить східніше острова Сегуам, Аляска, США |
| 52°22′ пн. ш. 172°0′ зх. д. / 52.367° пн. ш. 172.000° зх. д. | Тихий океан                | Проходить західніше острова Лайсан, Гаваї, США Проходить західніше атола Кантон, Кірибаті Проходить східніше атола Орона[en], Кірибаті Проходить західніше атола Нукунону, Токелау Проходить східніше острова Саваї, Самоа                                 |
| 13°49′ пд. ш. 172°0′ зх. д. / 13.817° пд. ш. 172.000° зх. д. | Самоа                      | Проходить через острів Уполу |
| 13°55′ пд. ш. 172°0′ зх. д. / 13.917° пд. ш. 172.000° зх. д. | Тихий океан                | |
| 60°0′ пд. ш. 172°0′ зх. д. / 60.000° пд. ш. 172.000° зх. д.  | Південний океан            | |
| 78°28′ пд. ш. 172°0′ зх. д. / 78.467° пд. ш. 172.000° зх. д. | Антарктида                 | Проходить через Територію Росса (претендує Нова Зеландія) |